# Phyllophaga tusa
Phyllophaga tusa är en skalbaggsart som beskrevs av Horn 1887. Phyllophaga tusa ingår i släktet Phyllophaga och familjen Melolonthidae. Inga underarter finns listade i Catalogue of Life.